# 1,4,5,6,7,7-Hexachlor-8,9,10-trinorborn-5-en-2,3-dicarbonsäureanhydrid
1,4,5,6,7,7-Hexachlor-8,9,10-trinorborn-5-en-2,3-dicarbonsäureanhydrid ist eine chemische Verbindung aus der Gruppe der Carbonsäureanhydride. Die Verbindung steht auf der Liste der CoRAP-Stoffe der EU. Es handelt sich um das Anhydrid der 1,4,5,6,7,7-Hexachlor-5-norbornen-2,3-dicarbonsäure.

## Gewinnung und Darstellung
1,4,5,6,7,7-Hexachlor-8,9,10-trinorborn-5-en-2,3-dicarbonsäureanhydrid kann durch eine Diels-Alder-Reaktion von Hexachlorcyclopentadien mit Maleinsäureanhydrid gewonnen werden.

## Eigenschaften
1,4,5,6,7,7-Hexachlor-8,9,10-trinorborn-5-en-2,3-dicarbonsäureanhydrid ist ein weißer bis beiger Feststoff, der gering löslich in Wasser ist.

## Verwendung
1,4,5,6,7,7-Hexachlor-8,9,10-trinorborn-5-en-2,3-dicarbonsäureanhydrid wird bei der Herstellung von Polymeren verwendet, die bei der Herstellung von glasfaserverstärkten Harzen für Anlagen der chemischen Industrie eingesetzt werden. Es kann auch zur Herstellung von Alkydharzen für den Einsatz in speziellen Farben und Lacken verwendet werden. Es wird als Härter in Epoxidharzen zur Herstellung von Leiterplatten eingesetzt. Es dient als Flammhemmer.